# Saturn Award per la migliore trasposizione da fumetto a film
Il Saturn Award per la miglior trasposizione da fumetto a film (Best Comic-to-Film Motion Picture) è un premio assegnato annualmente nel corso dei Saturn Awards dal 2014 ad oggi.

## Vincitori e candidati

### Anni 2010
- 2014
  - Iron Man 3, regia di Shane Black
  - L'uomo d'acciaio (Man of Steel), regia di Zack Snyder
  - Thor: The Dark World, regia di Alan Taylor
  - Wolverine - L'immortale (The Wolverine), regia di James Mangold
- 2015[1]
  - Guardiani della Galassia (Guardians of the Galaxy), regia di James Gunn
  - The Amazing Spider-Man 2 - Il potere di Electro (The Amazing Spider-Man 2), regia di Marc Webb
  - Captain America: The Winter Soldier, regia di Anthony e Joe Russo
  - X-Men - Giorni di un futuro passato (X-Men: Days of Future Past), regia di Bryan Singer
- 2016[2]
  - Ant-Man, regia di Peyton Reed
  - Shingeki no kyojin - Attack on Titan (進撃の巨人), regia di Shinji Higuchi
  - Avengers: Age of Ultron, regia di Joss Whedon
  - Kingsman - Secret Service (Kingsman: The Secret Service), regia di Matthew Vaughn
  - Snoopy & Friends - Il film dei Peanuts (The Peanuts Movie), regia di Steve Martino
- 2017[3]
  - Doctor Strange, regia di Scott Derrickson
  - Batman v Superman: Dawn of Justice, regia di Zack Snyder
  - Captain America: Civil War, regia di Anthony e Joe Russo
  - Deadpool, regia di Tim Miller
  - Suicide Squad, regia di David Ayer
  - X-Men - Apocalisse (X-Men: Apocalypse), regia di Bryan Singer
- 2018[4]
  - Black Panther, regia di Ryan Coogler
  - Guardiani della Galassia Vol. 2 (Guardians of the Galaxy Vol. 2), regia di James Gunn
  - Logan: The Wolverine (Logan), regia di James Mangold
  - Spider-Man: Homecoming, regia di Jon Watts
  - Thor: Ragnarok, regia di Taika Waititi
  - Wonder Woman, regia di Patty Jenkins
- 2019[5][6]
  - Avengers: Endgame, regia di Anthony e Joe Russo
  - Aquaman, regia di James Wan
  - Avengers: Infinity War, regia di Anthony e Joe Russo
  - Captain Marvel, regia di Anna Boden e Ryan Fleck
  - Shazam!, regia di David F. Sandberg
  - Spider-Man: Far from Home, regia di Jon Watts
  - Spider-Man - Un nuovo universo (Spider-Man: Into the Spider-Verse), regia di Bob Persichetti, Peter Ramsey e Rodney Rothman

### Anni 2020
- 2021[7][8]
  - Joker, regia di Todd Phillips
  - Birds of Prey e la fantasmagorica rinascita di Harley Quinn (Birds of Prey (and the Fantabulous Emancipation of One Harley Quinn)), regia di Cathy Yan
  - Bloodshot, regia di David S.F. Wilson
  - The New Mutants, regia di Josh Boone
  - The Old Guard, regia di Gina Prince-Bythewood
- 2022
  - Spider-Man: No Way Home, regia di Jon Watts
  - The Batman, regia di Matt Reeves
  - Doctor Strange nel Multiverso della Follia (Doctor Strange in the Multiverse of Madness), regia di Sam Raimi
  - Shang-Chi e la leggenda dei Dieci Anelli (Shang-Chi and the Legend of the Ten Rings), regia di Destin Daniel Cretton
  - The Suicide Squad - Missione suicida (The Suicide Squad), regia di James Gunn
  - Thor: Love and Thunder, regia di Taika Waititi
- 2024
  - Guardiani della Galassia Vol. 3 (Guardian of the Galaxy Vol. 3), regia di James Gunn
  - Ant-Man and the Wasp: Quantumania, regia di Peyton Reed
  - Black Panther: Wakanda Forever, regia Ryan Coogler
  - Blue Beetle, regia di Ángel Manuel Soto
  - The Flash, regia di Andy Muschietti